# 沙比·皮亞圖
沙比亞·「沙比」·皮亞圖·阿加拉特（1983年8月29日—），已退役西班牙巴斯克足球運動員，職業生涯均效力西甲球隊，司職中場。

## 球員生涯
皮亞圖開展職業生涯至今一直效力家鄉球隊，於2003年10月8日作為替補球員完成西甲以首秀，當時球隊主場1–0擊敗睦鄰球隊。在當季餘下的賽程中，皮亞圖共8次後備上陣，當中7次均在將要完場前被換上。翌年5月23日，在西甲成績已塵埃落定的情況下，皮亞圖獲得正選上陣的機會，在對皇家馬德里賽事中打進兩球（一球為十二碼），助皇家蘇斯達客勝4–1。
皮亞圖的出色表現使他在2005–06賽季得以躋身一線隊，並在該季上陣所有38場聯賽，貢獻9個進球，包括6個十二碼。接著的2006–07賽季中，皮亞圖繼續受重用，但該季表現不佳的皇家蘇斯達遺憾降班西乙。
皇家蘇斯達在西乙經歷三個賽季，終在2009–10賽季以乙組冠軍身分重回甲組，作為功臣的皮亞圖當季上陣35場，合計3,000分鐘，並打進7球。
2013年1月6日，皮亞圖對皇家馬德里打進職業生涯首個帽子戲法，以一記十二碼和兩次單刀射破伊克尔·卡西利亚斯十指關，惟球隊仍3–4告負。

## 外部連結
- 皇家蘇斯達官方檔案 （页面存档备份，存于） （西班牙文）
- BDFutbol檔案 （页面存档备份，存于） （英文）
- Futbolme檔案 （页面存档备份，存于） （西班牙文）
- Transfermarkt檔案 （页面存档备份，存于） （英文）